# فابریس نسکالا
فابریس نسکالا (انگلیسی: Fabrice Nsakala؛ زادهٔ ۲۱ ژوئیهٔ ۱۹۹۰) بازیکن فوتبال اهل فرانسه است.
از باشگاه‌هایی که در آن بازی کرده‌است می‌توان به باشگاه فوتبال تروا و باشگاه فوتبال اندرلشت اشاره کرد.
وی همچنین در تیم‌های ملی فوتبال زیر ۱۷ سال فرانسه، زیر ۱۸ سال فرانسه، زیر ۱۹ سال فرانسه، زیر ۲۱ سال فرانسه، و جمهوری کنگو بازی کرده‌است.